# زخم (فیلم ۱۹۹۸)
زخم (به هندی: Zakhm) فیلمی محصول سال ۱۹۹۸ و به کارگردانی ماهش بات است. در این فیلم بازیگرانی همچون اجی دیوگن، آکینی ناگرجونا، پوجا بات، سونالی بندره، کونال خمو، آکشی آناند، سراب شوکلا، شارات ساکسنا، اشوتوش رانا ایفای نقش کرده‌اند.